# Bilabial

Bilabialer Konsonant

Artikulation eines bilabialen Verschlusslauts

Ein Bilabial (deutsch Doppellippenlaut, Zweilippenlaut, Beidlippenlaut) ist ein mit beiden Lippen gesprochener Laut.
Bilabial sind folgende Laute:
| IPA       | Beschreibung                                            | Beispiel                                                       |
| --------- | ------------------------------------------------------- | -------------------------------------------------------------- |
| [⁠b⁠]       | stimmhafter bilabialer Plosiv                           | dt. Bein                                                       |
| [⁠p⁠]       | stimmloser bilabialer Plosiv                            | dt. Pein                                                       |
| [⁠m⁠]       | stimmhafter bilabialer Nasal                            | dt. Maut                                                       |
| [⁠β⁠]       | stimmhafter bilabialer Frikativ                         | span. Cuba                                                     |
| [⁠ɸ⁠]       | stimmloser bilabialer Frikativ                          | japanisch 富士山 (Fujisan)                                     |
| [⁠ʙ⁠]       | stimmhafter bilabialer Vibrant                          | (in einigen Papua-Sprachen Neuguineas)                         |
| [⁠ʘ⁠]       | bilabialer Klick                                        | (in manchen Khoisan-Sprachen)                                  |
| [w]       | stimmhafter labiovelarer (bilabial-velarer) Approximant | engl. wine, water bair. Wasser /w/ in dt. Wörtern zu mhd. Zeit |
| [u̯], [w̯]1 | stimmhafter bilabialer Approximant                      | obersorbisch ławrjencowy wěnc                                  |

1 Das IPA hat noch kein eigenes Zeichen für diesen Laut, daher wird  das [⁠u⁠] in Verbindung mit dem Unsilbigkeitszeichen [ ̯] benutzt oder je nach der Sprache, die beschrieben wird, auch das Zeichen für den stimmhaften bilabialen Frikativ [⁠β⁠], genaugenommen mit dem Approximationszeichen [ ˕]

Sagittalebene der menschlichen Mundhöhle, Oropharynx und Laryngopharynx. Artikulationsorte (aktiv und passiv): 1 exolabial (äußerer Teil der Lippe), 2 endolabial (innerer Teil der Lippe), 3 dental (Zähne), 4 alveolar (vorderer Teil des Zahndamms), 5 postalveolar (hinterer Teil des Zahndamms und ein wenig dahinter), 6 präpalatal (vorderer Teil des harten Gaumens), 7 palatal (harter Gaumen), 8 velar (weicher Gaumen), 9 uvular (auch postvelar; Gaumenzäpfchen), 10 pharyngal (Rachen), 11 glottal (auch laryngal; Stimmbänder), 12 epiglottal (Kehldeckel), 13 radikal (Zungenwurzel), 14 posterodorsal (hinterer Teil der Zunge), 15 anterodorsal (vorderer Teil der Zunge), 16 laminal (Zungenblatt), 17 apikal (Zungenspitze), 18 sublaminal (auch subapical; Unterseite der Zunge)